# ハールブルク (シュヴァーベン)
ハールブルク (ドイツ語: Harburg) はドイツ連邦共和国バイエルン州シュヴァーベン行政管区のドナウ＝リース郡に属す市である。

## 地理
この都市はロマンティック街道沿いのネルトリンゲンとドナウヴェルトの間のヴェルニッツ川沿いに位置している。

### 市の構成
本市は、公式には25の地区 (Ort) からなる。このうち小集落や孤立農場などを除く集落を以下に列記する。
| - ブリュンゼー - エーバーメルゲン - グロースオルハイム - ハールブルク (シュヴァーベン) - ヘロルディンゲン - ホッピンゲン | - マウレン - メッギンゲン - ミュントリング - ロンハイム - シュラッテンホーフェン |

## 歴史

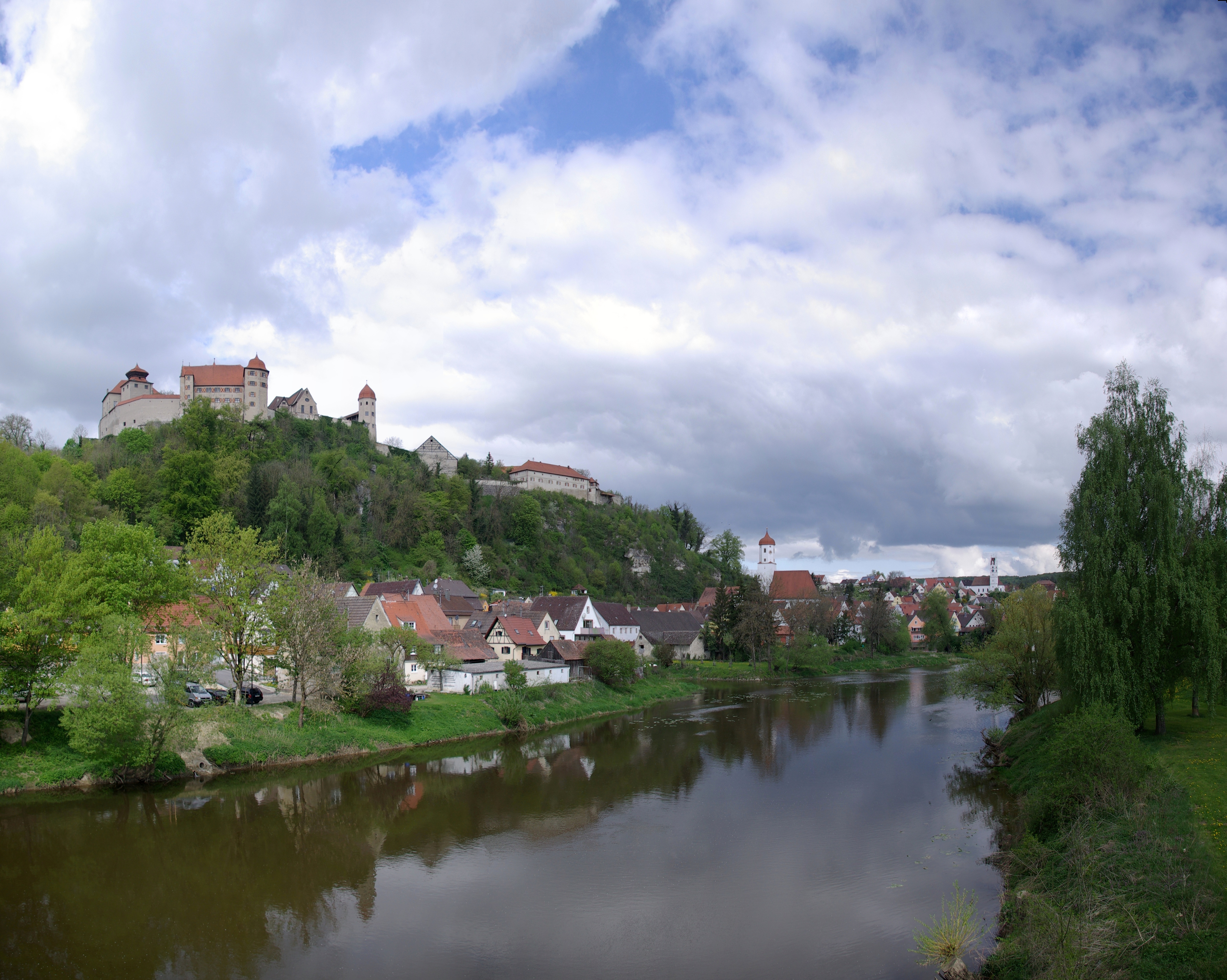
ハールブルクの町並み

ハールブルクは1500年頃にはすでに5つの木製の市門を有していた。ブルック門（橋 (Brücke) 沿いにあった）、エーゲルゼー門（かつてはエーゲルゼーという湖に向かっていた）、ネルトリンガー門またはティーファー門、フェスト門（かつては砦 (Veste) に向いた門であった）、グリース門またはドナウヴェルター門である。これにより泥棒、強盗、物乞い、辻斬りといった好ましくない人物は市内に入れないように、夕方毎に閉じられた。市壁は大部分設けられていなかった。都市は家の壁で堅く閉ざされていた。
1861年と1863年の間にすべての門は、老朽化のために維持費がかさみ住民への危険が高いために取り壊された。かつて門があった場所には記念プレートが掲げられている。

### 都市名の由来
「ハールブルク」は2つの単語、"Har" と "Burg" からなる。古い文献には、Harburc、Horeburch、Horburc といったスペルで記録されている。"horo" は古高ドイツ語で「沼」や「湿地」を意味する。ハールブルク (Harburg) とは沼地の上の城 (Burg) を意味している。

## 行政
市議会は、20議席からなる。

### 紋章
ハールブルクの紋章には、金地に冠を被り、赤い爪と嘴を持った黒い鷲が描かれている。1290年の町の印章にはすでに、この町が帝国領であることを示す鷲が描かれている。

### 姉妹都市
- Gouville-sur-Mer（フランス、マンシュ県）

## 文化と見所

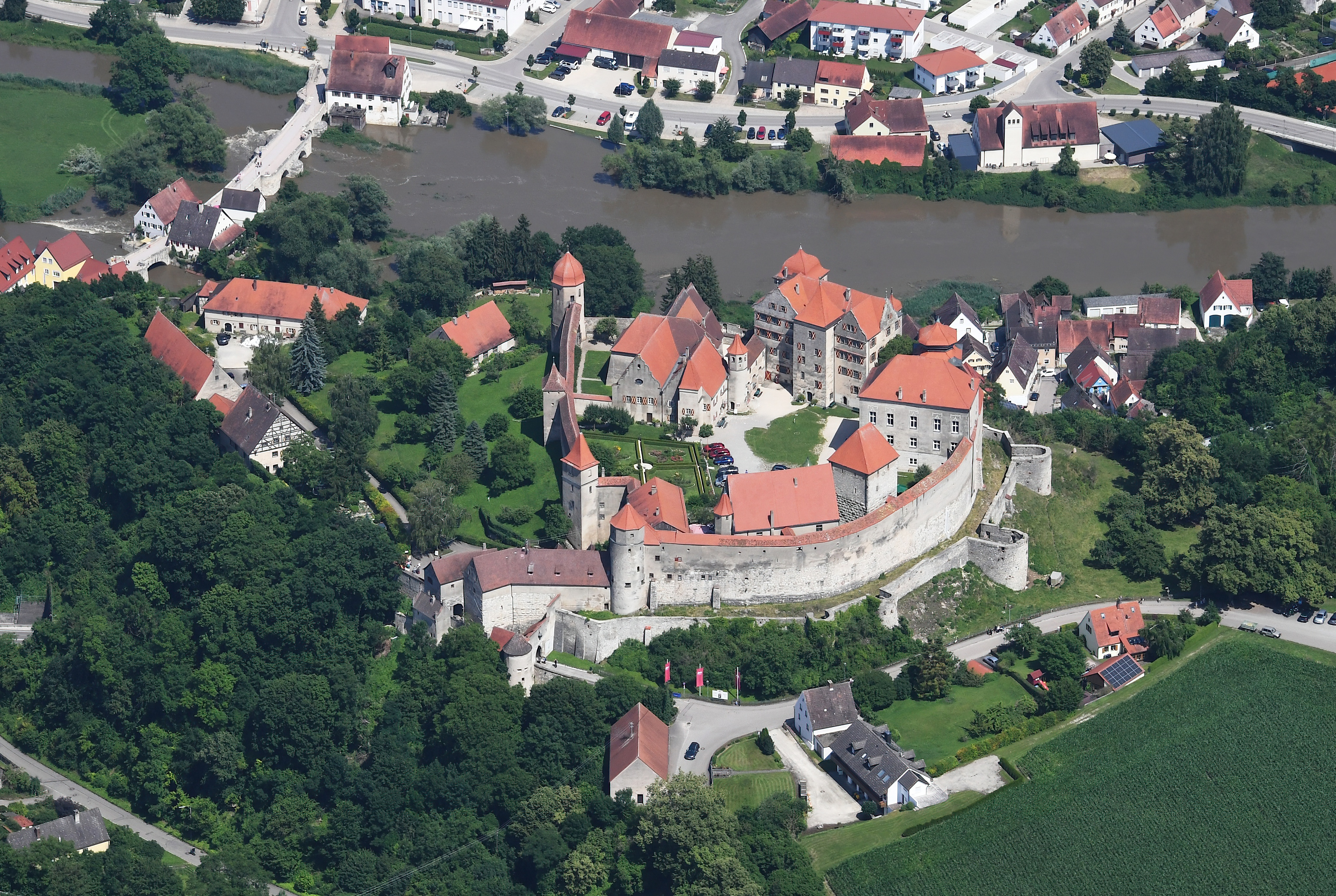
空から見たハールブルク城

### ハールブルク城
ハールブルク市の高台には、11世紀から12世紀に建造された大規模な中世城郭の遺構である同名のハールブルク城がある。18世紀には西側の一部だけが保存されていた。この城はヴァラーシュタイン家の城であった。この城では2年ごとにハールブルクの城祭が開催される。一度も陥落したことのない難攻不落の城とされていた。現在、城郭はホテルや住居として利用されている。もともと街道を監視するために建てられた城で、ロマンチック街道のルート上にあり観光客も多い。

## 経済と社会資本

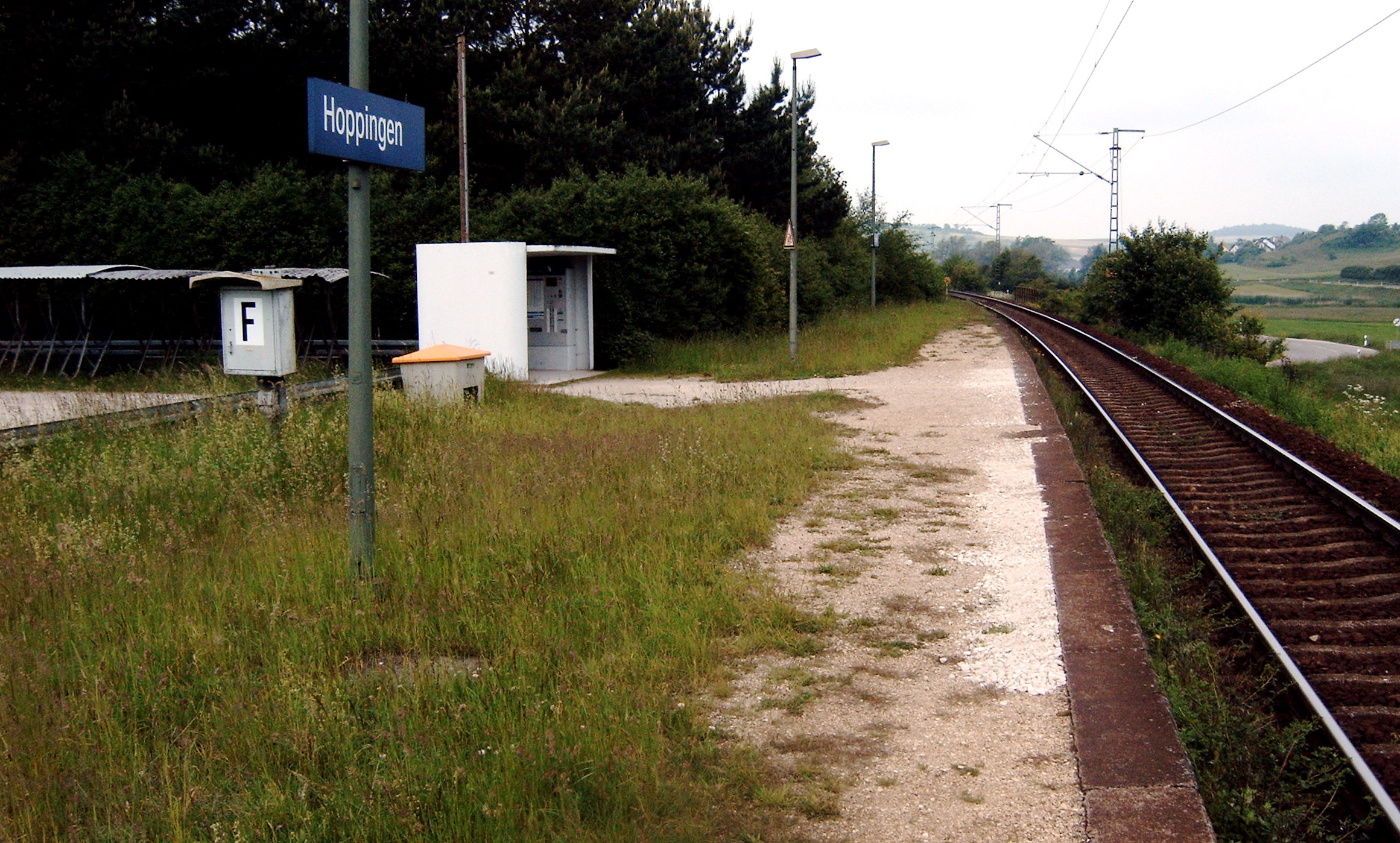
ホッピンゲン駅

### 交通
ホッピンゲン、ハールブルク、エーバーメルゲンにはリース鉄道アーレン - ドナウヴェルト線の駅がある。自動車の場合は、ハールブルクへは連邦B25号線でアクセスする。ハールブルクはドナウ＝リース郡の中心に位置しており、他の重要な都市と州道によって結ばれている。ハールブルクへはロマンティック街道の自転車道を使って自転車で到達することもできる。これ以外にも多くの自転車道が市内あるいはその周辺で交差している。また、ハールブルクは広域遊歩道のフランケンヴェクの終点であり、巡礼路バイエルン＝シュヴァーベン・ヤーコブスヴェクの中継点でもある。

### 企業
ハールブルクには、メルカー・グループの、石灰石から消石灰を生産するための炉がある本社と他の生産部門がある。
メルカー・グループの他は小規模な手工業企業が街の産業を担っている。商店は徐々に少なくなっている。

## 引用
1. ↑  https://www.statistikdaten.bayern.de/genesis/online?operation=result&code=12411-003r&leerzeilen=false&language=de Genesis-Online-Datenbank des Bayerischen Landesamtes für Statistik Tabelle 12411-003r Fortschreibung des Bevölkerungsstandes: Gemeinden, Stichtag (Einwohnerzahlen auf Grundlage des Zensus 2011)
2. ↑  Bayerische Landesbibliothek Online